# William Dieterle

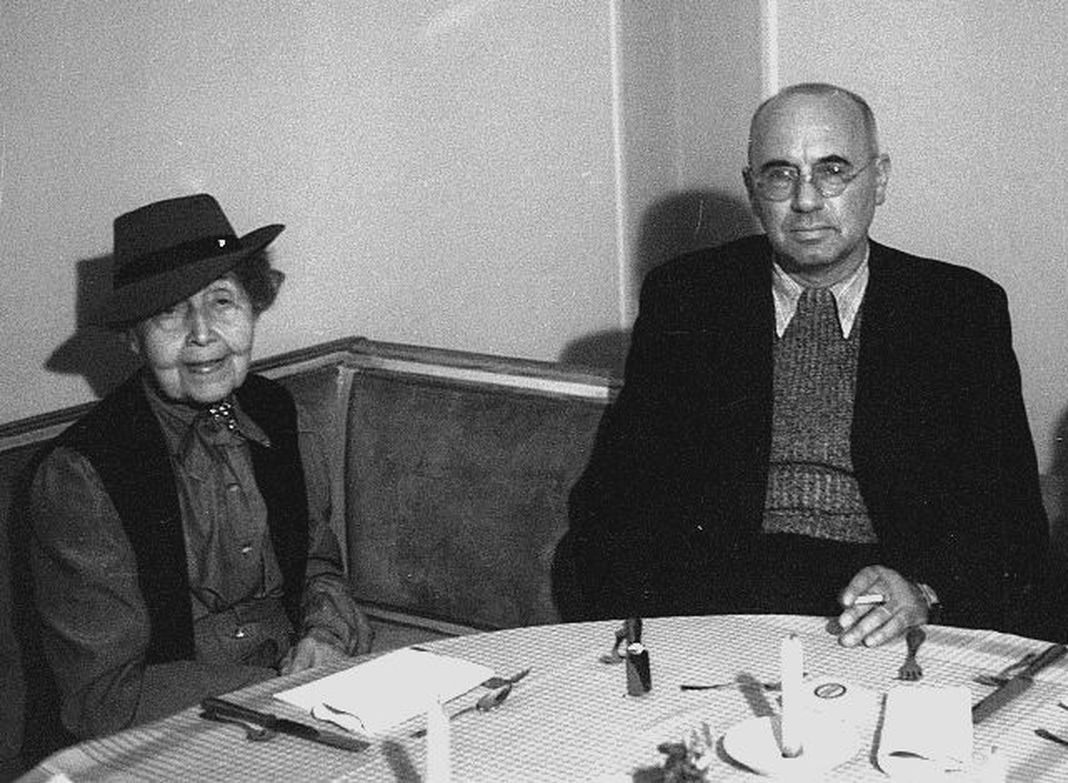
William Dieterle (till höger) och författaren Ricarda Huch, 1946.

William Dieterle, ursprungligen Wilhelm Dietele, född 15 juli 1893 i Ludwigshafen am Rhein, Rheinland-Pfalz, död 9 december 1972 i Ottobrunn, Bayern, var en tysk filmregissör och skådespelare.
Under 1920-talet spelade Dieterle i ett 60-tal tyska stumfilmer, för att sedan helt gå över till regi. Han kom till Hollywood 1930 och var verksam som regissör där fram till 1950-talet. 1958 var Dieterle tillbaka i Tyskland där han var verksam fram till 1965.
Dieterle har en stjärna på Hollywood Walk of Fame.

## Filmografi i urval

### Regi
- 1921 – Fröken Julie
- 1932 – Lawyer Man
- 1932 – Den stora juvelstölden
- 1934 – Dimma över Frisco
- 1934 – Paris i gala
- 1934 – Madame Du Barry
- 1935 – En midsommarnattsdröm
- 1936 – Satan Met a Lady
- 1936 – Louis Pasteur
- 1937 – Emile Zolas liv
- 1938 – Blockad
- 1939 – Ringaren i Notre Dame
- 1940 – Reuter meddelar
- 1940 – Doktor Ehrlich
- 1941 – Inled oss icke i frestelse
- 1944 – Vi ses igen
- 1945 – Kärleksbreven
- 1948 – Porträtt av Jennie
- 1949 – Glödande sand
- 1950 – Det var på Capri
- 1953 – Salome - danserskan
- 1954 – Elefantstigen